# Carlo Rota
Carlo Rota (Londra, 17 aprile 1961) è un attore britannico naturalizzato canadese.

## Biografia
Nato in Inghilterra da genitori italiani, ha vissuto in diversi luoghi in tutto il mondo prima di trasferirsi con la famiglia a Toronto.
Si fa conoscere nella seconda metà degli anni 2000 in Canada partecipando alla sitcom La piccola moschea nella prateria. Successivamente partecipa alla fortunata serie televisiva 24, prodotta dalla Fox.
Nel 2010 ha sposato l'attrice Nazneen Contractor.

## Filmografia

### Cinema
- Trentadue piccoli film su Glenn Gould (Thirty Two Short Films About Glenn Gould), regia di François Girard (1993)
- Maximum Risk, regia di Ringo Lam (1996)
- Un tipo sbagliato (The Wrong Guy), regia di David Steinberg (1997)
- The Boondock Saints - Giustizia finale (The Boondock Saints), regia di Troy Duffy (1999)
- Mission to Mars, regia di Brian De Palma (2000)
- Global Heresy, regia di Sidney J. Furie (2002)
- The Visual Bible: The Gospel of John, regia di Philip Saville (2003)
- Cake - Ti amo, ti mollo... ti sposo (Cake), regia di Nisha Ganatra (2005)
- Bonanno - La storia di un padrino (Bonanno - A Godfather's Story), regia di Michael Poulette (2005)
- Cold Play, regia di Geno Andrews e D. David Morin (2008)
- Saw V, regia di David Hackl (2008)
- Shark City, regia di Dan Eisen (2009)
- Ecstasy, regia di Rob Heydon (2011)
- Man of the Train, regia di Mary McGuckian (2011)
- Small Time, regia di Joel Surnow (2014)
- Brick Mansions, regia di Camille Delamarre (2014)
- Cenerentola in passerella (After the Ball), regia di Sean Garrity (2015)
- Spinning Man - Doppia colpa (Spinning Man), regia di Simon Kaijser (2018)

### Televisione
- Traders – serie TV, 9 episodi (1996-1998)
- Nikita (La Femme Nikita) – serie TV, 15 episodi (1997-2001)
- Un ragazzo contro (Trapped in a Purple Haze), regia di Eric Laneuville – film TV (2000)
- Il fantasma del Megaplex (Phantom of the Megaplex), regia di Blair Treu – film TV (2000)
- Relic Hunter – serie TV, episodi 1x14-2x12-3x06 (2000-2001)
- Doc – serie TV, episodio 1x01 (2001)
- A Nero Wolfe Mystery – serie TV, 4 episodi (2002)
- Queer as Folk – serie TV, 9 episodi (2002-2004)
- Street Time – serie TV, episodi 2x08-2x09 (2003)
- At the Hotel – serie TV, 6 episodi (2006)
- 24 – serie TV, 29 episodi (2006-2009)
- La piccola moschea nella prateria (Little Mosque on the Prairie) – serie TV, 61 episodi (2007-2011)
- Shark - Giustizia a tutti i costi (Shark) – serie TV, episodio 2x12 (2008)
- Othello the Tragedy of the Moor, regia di Zaib Shaikh – film TV (2008)
- White Collar – serie TV, episodio 1x02 (2009)
- Stargate Universe – serie TV, episodi 1x07-1x09 (2009)
- Castle – serie TV, episodio 2x11 (2009)
- CSI: NY – serie TV, episodio 6x14 (2010)
- NCIS: Los Angeles – serie TV, episodio 1x21 (2010)
- La strana coppia (The Good Guys) – serie TV, episodio 1x18 (2010)
- Goldilocks – serie TV, episodi 1x02-1x08-1x10 (2010-2012)
- Human Target – serie TV, episodio 2x09 (2011)
- Bones – serie TV, episodio 6x19 (2011)
- Breaking Bad – serie TV, episodio 4x10 (2011)
- The Mentalist – serie TV, episodio 4x06 (2011)
- Sanctuary – serie TV, episodi 4x04-4x08-4x12 (2011)
- Nikita – serie TV, episodio 2x20 (2012)
- Mondo senza fine (World Without End) – miniserie TV, 4 episodi (2012)
- Hawaii Five-0 – serie TV, episodio 3x07 (2012)
- Cracked – serie TV, episodio 1x05 (2013)
- Agents of S.H.I.E.L.D. – serie TV, episodio 1x13 (2014)
- CSI - Scena del crimine (CSI: Crime Scene Investigation) – serie TV, episodio 14x16 (2014)
- Grimm – serie TV, episodio 3x16 (2014)
- Scandal – serie TV, episodi 3x15-3x16-3x17 (2014)
- Sequestered – serie TV, episodi 1x06-1x12 (2014)
- Jane the Virgin – serie TV, 8 episodi (2014-2015)
- The Player – serie TV, episodio 1x01 (2015)
- Dark Matter – serie TV, episodi 2x01-2x02 (2016)
- Beauty and the Beast – serie TV, episodio 4x11 (2016)
- Major Crimes – serie TV, episodio 5x09 (2016)
- Conviction – serie TV, episodio 1x07 (2016)
- Lethal Weapon – serie TV, episodi 1x17-2x17 (2017-2018)
- Ransom – serie TV, episodi 3 episodi (2017-2018)
- Scorpion – serie TV, episodio 3x21 (2017)
- American Horror Story – serie TV, episodi 8x06-8x08-8x10 (2018)
- The Flash – serie TV, episodio 6x06 (2019)
- True Lies – serie TV, episodio 1x01 (2023)
- General Hospital – soap opera (2024-in corso)
- Secret Level – serie animata, episodio 1x03 (2024) – voce

### Videogiochi
Ha inoltre prestato la sua voce ai seguenti personaggi videoludici:
- Majid Sadiq in Tom Clancy's Splinter Cell: Blacklist (2013)
- Basim Ibn Ishaq in Assassin's Creed: Valhalla (2020)
- Padre Cesare Ventura in Indiana Jones e l'antico cerchio (2024); versione originale
- Barone Raffaele Fontanella in Mafia: Terra Madre

## Doppiatori italiani
Nelle versioni in italiano delle opere in cui ha recitato, Carlo Rota è stato doppiato da:
- Gianluca Tusco in Nikita, Jean-Claude Van Johnson
- Massimo Lodolo in Doc, Saw V
- Pierluigi Astore in La piccola moschea nella prateria, Hawaii Five-0
- Roberto Draghetti in White Collar, CSI - Scena del crimine
- Paolo Marchese in Castle, The Mentalist
- Franco Zucca in Relic Hunter (ep. 1x14, 2x12)
- Sergio Di Giulio in Relic Hunter (ep. 3x06)
- Nicola Braile in Cake - Ti amo, ti mollo... ti sposo
- Alberto Bognanni in 24 (st. 5)
- Massimiliano Plinio in 24 (st. 6-7)
- Claudio Fattoretto in CSI: NY
- Antonio Palumbo in NCIS: Los Angeles
- Ambrogio Colombo in Bones
- Carlo Cosolo in Agents of S.H.I.E.L.D.
- Oliviero Corbetta in Scandal
- Angelo Maggi in Brick Mansions
- Pasquale Anselmo in Jane the Virgin
- Enzo Avolio in Major Crimes
- Mario Bombardieri in Spinning Man - Doppia colpa
- Roberto Pedicini in American Horror Story
- Natale Ciravolo in Ransom
- Alberto Angrisano in FBI: Most Wanted

Da doppiatore è stato sostituito da:
- Paolo Sesana in Tom Clancy's Splinter Cell: Blacklist
- Claudio Moneta in Assassin's Creed: Valhalla
- Saverio Indrio in Secret Level
- Mario Scarabelli in Indiana Jones e l'antico cerchio
- Antonino Saccone in Mafia: Terra Madre [3]